# Руссо Спена, Джованни
Джованни Руссо Спена (итал. Giovanni Russo Spena; род. 10 ноября 1945, Ачерра) — итальянский политик. Член нескольких созывов Палаты Депутатов и Сената Италии. Член Партии коммунистического возрождения.
Впервые избран в Палату депутатов в 1987 году от партии «Пролетарская демократия» по округу Неаполя. Представлял эту партию до июля 1991 года, а затем до конца каденции — Партию демократических левых сил, в которую влилась «Пролетарская демократия». В следующем созыве Палаты депутатов (1992—1994) представлял Партию коммунистического возрождения как депутат от Брешиа.
С 1996 по 2001 год — член Сената от Палермо. Первые 2,5 года представлял блок ПКВ и «Прогрессивного альянса», с октября 1998 до конца каденции — независимый депутат. Избран в Палату депутатов XIV созыва как независимый депутат от Кампаньи, однако быстро (всего через неделю) снова блокировался с коммунистами и до конца каденции представлял эту фракцию. Вновь вошёл в состав Сената как представитель Сицилии в 2006 году и сохранял мандат до конца каденции в 2008 году; входил в блок ПКВ-«Европейские левые».
В X созыве Палаты депутатов входил в конституционную комиссию и комиссию по общественным работам. В XI созыве — секретарь парламентской следственной комиссии по проблеме терроризма и саботажа в Италии, также был членом парламентской комиссии по обороне. В свою первую сенатскую каденцию входил в комиссии по иностранным делам и эмиграции, по обороне и по трудоустройству и социальному обеспечению. В XIV созыве Палаты депутатов — член бюджетной комиссии и ряда следственных комиссий. В Сенате XV созыва — член финансовой комиссии.
В  2018 году избран от «Движения 5 звёзд».